# Sang en la gastronomia
La sang és el líquid de color vermell, degut a l'hemoglobina que conté, considerat un teixit connectiu que circula per les venes, artèries i capil·lars de la majoria dels éssers vius. Aquesta es divideix en una fase sòlida, caracteritzada per la presència d'eritròcits, leucòcits i plaquetes, i una fase líquida que consisteix bàsicament en el plasma sanguini. La seva funció en el cos de l'ésser viu, sigui quin sigui sempre és la mateixa, la distribució dels nutrients i elements essencials a través dels vasos sanguinis.
Les diferències entre la sang humana i animal són mínimes pel que fa a les característiques físicoquímiques, no obstant, les diferències immunològiques, en anticossos i antígens principalment, converteix en impossible una transfusió de sang entre humans i qualsevol espècie animal. No obstant, aquesta sang es pot fer servir per la fabricació d'aliments a través de l'obtenció a escorxadors i processos laboriosos de producció alimentària.
La sang és un subproducte inevitable de la indústria càrnia i dels escorxadors ja que representa el 4% de la massa d'un animal viu. La producció d'aquest líquid és molt elevada a conseqüència de la gran quantitat d'escorxadors, doncs per cada 100 quilograms de massa d'un animal es treuen aproximadament entre 3 i 5 litres de sang. Tot i així, gran part d'aquesta és descartada, de manera que es perd molt producte amb un valor nutricional alt.
Conté un gran nombre de compostos diferents que li donen propietats importants, per exemple, la gran concentració de proteïna i la presència de grups hemo, a part d'altres compostos que aporten beneficis en la salut, amb propietats antioxidants, antihipertensores i antiinflamatòries. Tots aquests compostos són raons que li atorguen un enorme valor comercial. A més a més, s'ha trobat que anys enrere en la història de la humanitat, els nostres ancestres tribals ja consumien sang com a aliment, cosa que reforça la hipòtesi que té gran potencial comercial.
L'ús de la sang i els seus derivats ha estat explorat en varies indústries però de les més importants és l'alimentària. De fet, s'aproxima que aquest tipus d'indústria fa servir el 30% de la sang dels escorxadors.
Actualment, moltes societats utilitzen la sang com a font de proteïna per crear diferents aliments, com salsitxes, pudding o tofú, entre d'altres. Inclús existeixen altres aplicacions més complexes, com l'incorporació de sang en galetes per nens i nenes amb la intenció d'augmentar la concentració de ferro en aquests,o les proteínes del plasma sanguini de porcs i pollastres s'han emprat com inhibidors de proteases per la fabricació del surimi. Moltes companyies del sector comercilaitzen aquest tipus d'aliments com és el cas de Proliant o Sonac.
També es fa servir la sang per aliments de mascotes, al igual que pels humans, aquest tipus d'aliments signifiquen una bona font de proteïna.

## Aspectes històrics i culturals de la sang en la gastronomia
El consum de sang ha estat una constant en la història de la humanitat, es tracta d'un hàbit present en moltes cultures i civilitzacions històriques. En les antigues societats caçadores, on les fonts d'alimentació eren limitades, el fet d'alimentar-se de la sang dels animals que caçaven permetia als humans obtenir nutrients essencials com ara les proteïnes o el ferro. La sang es consumia de forma fresca i el seu consum era vist com una forma d'aprofitar al màxim tot el cos de l'animal caçat. Aquest costum perdura encara en tribus com els massais, que consumeixen sang fresca després d'una cacera o l'extrauen d'animals domesticats. Aquesta sang sovint és barrejada amb llet de vaca, cabra o ovella.
Durant l'Antiga Grècia i l'Imperi Romà, ja hi ha evidències dels primers plats cuinats amb sang. A l'Odissea, Homer fa referència a una barreja de carn, greix i sang cuinada en un recipient fet amb pell de cabra. Posteriorment, a l'edat mitjana, l'ús de sang en la gastronomia es va estendre. Aquesta es cuinava i s'incloïa a diversos plats, embotits i salses. En aquest període històric, augmenta la varietat d'animals dels quals s'utilitzava sang per cuinar. A França i Itàlia, es va fer popular el civet, un guisat que incorporava sang de conill, llebre o cérvol per espessir la salsa. La sang de porc senglar també era molt utilitzada en altres elaboracions. A Catalunya, gràcies al Llibre de Sent Soví, escrit a mitjan segle xiv, sabem que es cuinava la botifarra negra, en la que la sang de porc es barrejava amb la carn i greix de l'animal i s'embotia dins de les tripes per facilitar la seva conservació.
L'ús de la sang a la gastronomia va anar decreixent amb el pas dels segles. Durant els anys de la Reforma Protestant, el consum de sang va ser subjecte a una gran controvèrsia entre els cristians. Aquest fet sumat a una major consciència sanitària va fer que el seu ús culinari disminuís amb el pas dels segles fins a arribar a l'actualitat, que encara és vigent en la cuina tradicional espanyola, francesa, anglesa, llatina i asiàtica.

## Composició química i nutricional de la sang: Impacte sobre la sang
La sang es pot dividir dues parts principals: la fase líquida, anomenada plasma sanguini, representa un 60-70% i la fase sòlida, que són els elements cel·lulars, entre els quals es troben eritròcits, leucòcits i plaquetes, representa un 30-40%. En aquesta última fase és on trobem la majoria de proteïnes. Per exemple, la sang bovina està composta per 17,3% de proteïnes, 80,9% d'aigua, 0,07% de carbohidrats, 0,62% de minerals i 0,23% de grasses. No obstant, aquesta composició pot variar molt si s'observen les fraccions separades entre elles o dissecades, cosa que es veu a la taula següent: 
| Components   | Sang total | Plasma | Fracció cel·lular | Plasma dissecat | Fracció cel·lular dissecada |
| ------------ | ---------- | ------ | ----------------- | --------------- | --------------------------- |
| Aigua        | 80,8       | 90,8   | 60,8              | 2,5 - 7         | 3,5                         |
| Proteïna     | 17         | 7,9    | 35,1              | 70-96           | 91-95,4                     |
| Minerals     | 0,9        | 0,8    | 1,1               | 2               | 1-6                         |
| Grasses      | 0,2        | 0,1    | 0,4               | 0-0,15          | 0                           |
| Carbohidrats | 1,7        | 0      | 5,1               | 0               | 0                           |
| Altres       | 1,1        | 0,4    | 2,6               | 0               | 0                           |

De la part proteïca de la sang es poden trobar moltes proteïnes diferents. Algunes d'elles són les globulines, que es divideixen en α-globulina, β-globulina i γ-globulina, el fibrinogen, les albúmines i la més rellevant, la hemoglobina. Aquesta proteïna conté el grup hemo ubicat al centre d'aquesta, el qual té la funció de captar ions de ferro a través d'un canvi de conformació. Per aquesta raó és molt important en tractaments de la malaltia de la deficiència de ferro, anomenada anèmia, i otorga el color vermell característic de la sang.
La funció de l'albúmina és mantenir la pressió osmòtica dels líquids, és a dir, entre l'interior del vas sanguini i tots els teixits que l'envolten. A part, també realitza la funció de transportadora d'alguns elements com les hormones.
Les globulines, o popularment conegudes com immunoglobulines, són les responsables de la resposta humoral del sistema immune, és a dir, són crucials per la defensa de l'ésser viu en front patògens. Per aquesta raó existeixen tants subtipus diferents d'aquesta proteïna, es necessiten milers i milions per cada atac o infecció diferent que pugui patir l'ésser.
L'altre proteïna que destaca de la sang, el fibrinogen, té gran rellevància en el que es refereix a la coagulació sanguinia, ja que es capaç de transformar-se en fibrina que ajudarà a coagular totes les ferides possibles.
La sang conté una multitud de minerals molt extensa, però destaquen el sodi, el potassi, el calci i el bicarbonat. Entre tots ajuden a mantenir l'equilibri d'osmosi (sodi i potassi), regulen el pH de la sang (bicarbonat), que es s'ha de mantenir al voltant de 7, és a dir, neutre, i facilitar la transmissió d'impulsos nerviosos a les neurones (calci). Altres minerals més pesats són el ferro, pels grups hemo, el zenc, el coure i el seleni, que tenen funcions enzimàtiques i antioxidants.
La glucosa és el carbohidrat per excel·lència de tots, i en el cas de la sang també ho és, es troba en concentracions de 70 - 100 mg/dL tot i representar un percentatge molt baix en el total de sang, com s'ha vist a la primera taula. Serveix com a font d'energia principal.
Al plasma també podem trobar altes concentracions de gasos que són bàsicament l'oxigen i el diòxid de carboni, que són transportats per l'hemoglobina amb l'ajuda de la unió del ferro al grup hemo. Gràcies a un canvi d'afinitats s'aconsegueix el procés de la respiració que caracteritza a tots els animals.
Tots els elements mencionats fins ara són més característics del plasma sanguini, per tant ara es tractaran tots els que conformen en majoria la fracció cel·lular.
Els eritròcits, o també coneguts popularment com glòbuls vermells, són les cèl·lules més abundants de la sang, com a mínim es poden trobar quatre milions en un sol microlitre, però sempre varia entre cada individu. La seva funció principal és el transport d'oxigen i de diòxid de carboni, dels pulmons als teixits i a l'inrevés, respectivament, ja que contenen l'hemoglobina, un 95% de totes proteínes són aquesta, que poden transportar fins a quatre molècules d'oxigen alhora.
Els leucòcits, o globuls blancs, són els encarregats de la resposta immune. La seva concentració és molt més baixa que els anteriors, tot i que es troben bastants, entre quatre i onze milers per microlitre de sang. Existeixen varis tipus d'aquests, neutròfils, limfòcits i basòfils, entre d'altres.
L'últim tipus cel·lular majoritari són les plaquetes o trombòcits, que també intervenen a la resposta immune al participar en la coagulació sanguinia. Es troben entre 150.000 i 400.000 per microlitre de sang, són més abundants que els glòbuls blancs però menys que els vermells.
Es pot apreciar que de les funcions de les proteínes mencionades que es troben al plasma corresponen amb les funcions dels tipus cel·lulars, l'hemoglobina amb els eritròcits pel transport de gasos, les globulines amb els leucòcits per la resposta immune i el fibrinogen amb els trombòcits per la coagulacio sanguinia.
Nurtricionalment parlant, la sang té un valor biològic alt sobretot per la enorme quantitat de proteïna que conté. Aquesta és proporcionada majoritàriament per l'hemoglobina, que està composta per aminoàcids essencials. Al mateix temps, gràcies a l'hemoglobina, i més concretament al grup hemo, és una gran font de d'ions de ferro. Altres elements nutricionals importants que es troben en menor quantitat són lípids, que consisteix en colesterol, molt important per la síntesi d'hormones esteroides i membranes cel·lulars, i vitamines, com la B12 i el folat, importants per la producció de glòbuls vermells. El seu valor nutricional és prou baix, aproximadament de 75 quilocalories per 100 grams de sang, degut a, com ja s'ha mencionat amb anterioritat, la gran presència de proteïna, que no aporta tanta energia com els carbohidrats o els lípids. Aquest valor sempre varia segons l'ésser del qual s'extregui la sang.
Alimentar-se de sang pot donar un seguit d'avantatges respecte la salut. L'anèmia és una malaltia que consisteix en la falta de ferro o vitamina B12. Doncs, les persones que pateixin aquesta malaltia poden ingerir sang de manera recurrent per compensar aquesta falta i viure amb comoditat. A més, menjar aquest líquid augmenta l'acció immune per la gran quantitat d'hemoglobina i albúmina que té, els aminoàcids dels que estan composts ajuden a la síntesi i reparació de teixits. Per acabar, les vitamines augmenten la producció de glòbuls vermells i la salut neurològica.
No obstant, l'excès del consum de sang també pot tenir efectes perjudicials per la salut. L'hemocromatosis és una malaltia causada per l'excés de ferro que malmet els òrgans i augmenta el risc d'altres malalties com la diabetis. També pot provocar diarres o estrenyiment si es consumeix massa. A part, s'ha de tenir molta cura de la procedència de la sang que ens alimentem, ja que si aquesta no ha estat sotmesa als tractaments d'esterilització i qualitat adequats pot portar patògens, virus o bacteris, molt perjudicials pels humans, donant lloc a casos de zoonosis (traspàs d'una malaltia animal a un humà).

## Ús de la sang i les seves proteïnes en la indústria alimentària
La sang generada als escorxadors és un contaminant problemàtic i abundant, perquè les dades indiquen que en un escorxador gran, al sacrificar 100 caps de boví i 800 de porcí es generen 5 m3 de sang. Es calcula que, en termes de demanda química d'oxigen, un litre d'aquest fluid necessita 400.000 mil·ligrams d'oxigen per degradar-se completament. A més, en contenir un percentatge elevat de sòlids (18-20%), la seva gestió ambiental és complicada. La sang no es pot llençar directament a les depuradores, perquè disminueix la vida útil dels equips de depuració i disminueix en gran manera la qualitat de l'aigua regenerada. La sang degut al seu elevat contingut de proteïnes es pot utilitzar en una gran varietat d'aliments: com la botifarra negra, els embotits de sang o la sang fregida. També s'utilitza per donar coloració fosca als aliments o com a estabilitzant. Així i tot, únicament el 15-20% de la sang generada als escorxadors s'utilitza en la indústria alimentària. En els últims anys s'ha proposat la conversió de les proteïnes de la sang, tant de la fracció plasmàtica com la cel·lular, a productes de valor afegit. A continuació s'exposen diferents mètodes per aïllar les proteïnes d'aquestes dues fraccions.

### Procés de Cohn
Aquest procediment s'utilitza amb la fracció plasmàtica de la sang i es basa en la precipitació selectiva de les proteïnes en funció de la seva solubilitat en etanol, punt isoelèctric, concentració i temperatura. Per exemple es coneix que una concentració d'etanol del 40% i un pH a prop de 4.8 provoca la precipitació de l'albúmina. Posteriorment, mitjançant una cromatografia d'intercanvi iònic o ultracentrifugació s'aconsegueix eliminar diversos contaminants inorgànics, fent que la proteïna aïllada pugui ser utilitzada pel consum humà.

### Xoc osmòtic per obtenir hemoglobina.
Un dels components de la fracció cel·lular són els eritròcits. Per desenvolupar la seva funció de transportar oxigen aquestes cèl·lules contenen una gran quantitat d'hemoglobina a l'interior. S'utilitza una solució hipotònica que provoca que els glòbuls vermells pateixin un xoc osmòtic i es lisin. Posteriorment, després d'una centrifugació, és possible obtenir una solució rica en hemoglobina al sobrenadant.
Un cop aïllades les proteïnes de la sang, aquestes poden tenir funcions interessants en la gastronomia. L'hemoglobina pot utilitzar-se com a suplement proteic per augmentar la quantitat de proteïna d'algun aliment. També té propietats espumants, pot resultar una alternativa a l'ovoalbúmina en l'elaboració de gelats, begudes carbonatades o cremes. Aquesta opció pot resultar especialment interessant en persones amb al·lèrgia o intolerància a l'ou. També s'associen a aquesta proteïna propietats gelificants.El fibrinogen és una altra proteïna amb usos potencials a la indústria alimentària que és fàcilment aïllable a partir de la fracció plasmàtica de la sang utilitzant el Procés de Cohn. El fibrinogen en combinació amb la trombina, que també es pot extreure de la sang d'animals, s'utilitza en la indústria càrnia en la reconstitució de múltiples productes. La trombina és capaç d'hidrolitzar el fibrinogen a fibrina, aquest procés es dona per escissió dels fibrinopèptids A i B, uns fragments d'aminoàcids presents al fibrinogen. Les molècules de fibrina formades fan enllaços covalents entre si gràcies a la participació del fragment XIII (una proteïna sanguínia implicada en la coagulació). Aquest procés provoca a més de la formació dels enllaços anteriorment comentats, interaccions covalents fibrina-fibronectina i fibrina-col·lagen. La reacció comentada  és utilitzada per unir i texturitzar trossos de carn, cosa que és rellevant en la fabricació d'aliments ultraprocessats a base de peix i carn.

## Alternatives basades en la sang a la gastronomia
A part de les pròpies funcions que la sang i els seus derivats tenen, s'han intentat trobar com aquestes funcions poden presentar-se com a alternatives a compostos que s'utilitzen actualment o inclús per a compensar la falta de certs components en aliments. Un clar exemple d'això va ser l'ús d'hemoglobina bovina en galetes en un 6%, amb l'objectiu de fortificar en ferro dietes de certs grups de població.

### Hemoglobina
En menjars que no estan basats en sang l'hemoglobina no s'acostuma a utilitzar degut al color i el gust a metall que proporciona, però en menjars basats en sang o directament productes carnis aquests efectes ja són esperables. D'aquesta manera l'hemoglobina es pot utilitzar com a colorant alimentari, podent així prescindir d'altres colorants alimentaris artificials que tenen certs riscos associats, com potencials reaccions al·lèrgiques, trastorns com hiperactivitat (encara que s'ha observat en poca mesura) i certa toxicitat per colorants concrets.
L'hemoglobina es pot tractar amb hipoclorit de sodi, aconseguint una substància sense gust de color blanca que es coneix com a sang descolorida (o decolorized blood en anglès). Aquesta sang descolorida té propietats emulsionants, de manera que pot actuar com a alternativa a proteïnes com la caseïna i els seus derivats. Aquests no presenten problemes a nivell de salut o alimentari, però sí que són més cars, de manera que aquest tipus d'hemoglobina és una alternativa més econòmica.

### Altres proteïnes de la sang
Les proteïnes de la sang actuen molt bé com a substituts de greix en productes carnis. Això permet reduir costs i alhora reduir la densitat de calories al menjar. Les proteïnes de la sang també s'han estudiat com a substitutes a l'ou en producció de pastisseria amb l'objectiu de produir menjars rics en proteïnes que abans no ho eren. A més, també es poden utilitzar com a suplements de proteïnes alternatius als actuals per combatre la malnutrició proteica a països en vies de desenvolupament. Per combatre aquest problema a aquestes regions s'utilitza proteïna vegetal, i això comporta certes limitacions com deficiència en certs aminoàcids essencials i la presència d'antinutrients. De fet, el procés per desactivar els antinutrients acostuma a comportar la desnaturalització de les proteïnes. En conseqüència, la inclusió de proteïnes de la sang a suplements proteics, tenint en compte que es troben en abundància i tenen aminoàcids molt diversos, tenen el potencial per a substituir altres suplements proteics insuficients.

### Plasma sanguini
El plasma és conegut ara mateix a la indústria alimentària per les seves propietats de gelació i adaptabilitat com a substitut de l'ou a la pastisseria. Tot i així, també pot ser utilitzat com a additiu. Concretament el plasma sanguini pot ser utilitzat com a alternativa a additius proteics convencionals com ara el polifosfat o el caseïnat de sodi (o caseïna). Aquesta alternativa és útil degut a la preocupació que generen aquests additius convencionals a nivell de problemes de salut o el seu impacte en la calcificació dels ossos.

### Sang sencera
Els additius alimentaris s'acostumen a valorar pel seu rol en preservar el gust, olor i aparença, però no es tendeix a reconèixer-los pel seu valor nutricional. La sang, seria el cas contrari, ja que es reconeix principalment el seu valor nutritiu, però també té propietats com a additiu alimentari. Concretament la sang pot presentar-se com un additiu alimentari alternatiu a alguns dels actuals, com ara els nitrits, que s'utilitzen en el procés de curació de la carn. L'ús d'aquests nitrats a més, s'ha associat a la formació de nitrosamines, que tenen un alt potencial carcinogènic, en menjars cuinats. Concretament un dels components de la sang que presenta certes capacitats com a substitut als nitrits és el CCMP, que també proporciona el color vermell que proporcionen els nitrits. Tot i que el CCMP té el potencial per ser una alternativa més sana als nitrits, aquest no té la mateixa acció antimicrobiana que presenten els nitrits en productes carnis. Com a conseqüència, l'ús de CCMP i no nitrits comporta alhora l'ús de substàncies antimicrobianes per a compensar aquest efecte.

## Mesures d'higiene i seguretat en els escorxadors per garantir la seguretat alimentària de la sang,
Els animals sans, gràcies a un sistema immunitari competent, presenten una sang amb una càrrega microbiana molt baixa. No obstant això, superfícies com la pell o les plomes, així com el tracte intestinal i els ganglis limfàtics, poden contenir microorganismes. Amb l'objectiu d'evitar la contaminació de la sang, durant l'atordiment, el sacrifici i el desangrat dels animals, els escorxadors han de segur una sèrie de mesures i protocols d'higiene.
El primer pas per minimitzar les fonts de contaminació dels cadàvers és netejar el bestiar quan arriba a l'escorxador, utilitzant aigua sola o combinada amb químics com la clorina. Aquest procés busca reduir la contaminació de les carcasses per part de patògens que es troben a l'exterior de l'animal (especialment bacteris del gènere Salmonella i Escherichia coli).Tanmateix, aquesta pràctica genera força controvèrsia en la comunitat científica, perquè pot disseminar per a tot el cos microorganismes presents a la femta, especialment del gènere Campylobacter. Altres estudis, però, mostren resultats prometedors pel que fa a la disminució de la càrrega bacteriana dels animals, en ser netejats amb aigua potable. Un altre punt clau és la tècnica del dessagnat de l'animal, que resulta fonamental per garantir la qualitat i seguretat de la sang. Aquest procés es pot fer de dues formes, en funció de com el bestiar arriba a la zona de dessagnat de l'escorxador. S'anomena dessagnat vertical quan l'animal es troba penjat de les potes del darrere i dessagnat horitzontal quan l'animal és transportat a sobre d'una cinta. Aquest últim  es considera molt higiènic, perquè la zona on es realitza el tall a l'animal en sacrificar-lo (sovint la vena jugular), queda separat de la resta del cos. El dessagnat vertical, en canvi, tot i ser el més utilitzat, presenta múltiples riscos de contaminació, davant la possibilitat que restes d'orina, femta o sucs gàstrics caiguin a la zona de recollida de la sang.
Diverses malalties poden estar ocasionades pel contacte de fluids contaminats amb la sang. Per exemple la listeriosis, provocada pel microorganisme Listeria monocytogenes, es troba present a la femta i orina d'animals (especialment d'ovelles i cabres, que són portadores asimptomàtiques). La febre Q és una altra zoonosi molt contagiosa provocada per Coxiella burnetii. Les cabres, ovelles i vaques són reservoris naturals d'aquest bacteri, la femta, orina i llet d'aquests animals sovint són colonitzades per aquest microorganisme. Tal com s'ha comentat anteriorment, les aus, porcs i vaques són reservoris naturals de bacteris del gènere Campylobacter, sent les espècies Campylobacter jejuni i Campylobacter Coli les que causen malalties als humans amb major freqüència. Aquests microorganismes s'han arribat a aïllar en percentatges variables entre el 25-100% en mostres de femta de vaca, però també al 80% de les femtes de galls d'indi i gallines. En aquest context el dessagnat vertical presenta un risc important de contagi d'aquestes patologies. És per això que s'ha desenvolupat una tècnica alternativa, que utilitza un ganivet succionador que permet recollir la sang de forma higiènica cap a un dipòsit. Així i tot, l'eficiència de succió de la sang és limitada, cosa que pot provocar que l'animal continuï als següents passos de l'escorxador amb restes d'aquest fluid a l'interior, podent contaminar superfícies. Aquest fet, sumat a una baixa velocitat d'absorció de la sang, provoca que aquest tipus de ganivet no sigui gaire utilitzat.

## Seguretat de la sang com a aliment o additiu
L'Organització Mundial de la Salut (OMS) postula que l'accés a menjar nutritiu i segur és un aspecte clau per a promoure una bona salut. S'estima que fins a 600 milions de persones emmalalteixen cada any degut al consum d'aliments contaminats, resultant aproximadament en 420000 morts anuals. Això és degut a un rang de fins a 200 diferents malalties, causades per patògens de tot tipus (bacteris, virus, fongs i paràsits) i altres substàncies com químics.
En el cas de la sang com a aliment o additiu s'ha de vigilar precisament per la potencial presència de patògens i al·lergògens (com ara l'albúmina de sèrum boví (BSA) o immunoglobulina G en aquesta, de manera que la sang per a ser utilitzada com a aliment o additiu necessita d'un seguit de mètodes de detecció i control per a assegurar que és lliure de contaminants i, conseqüentment, que és segura. Tots aquests mètodes tenen com a objectiu per una banda la detecció de microorganismes que puguin ser patògens i per l'altra la reducció o eliminació d'aquests microorganismes. Tots serien exemples de mètodes emprats en seguretat sanitària dels aliments (o food safety en anglès).

### Riscos microbiològics de la sang
A les principals preocupacions de l'ús de la sang a la gastronomia s'hi troba la gran càrrega microbiana que s'hi pot trobar, estant aquesta composta per principalment bacteris i virus, però amb presència també de fongs i prions.  La sang usada a la gastronomia prové dels escorxadors, i els principals animals que s'utilitzen per menjar i dels quals s'obté la seva sang, són porcs i bestiar boví, encara que en menor mesura també s'obté d'aviram. Així doncs, el risc microbiològic prové dels principals patògens trobats a la sang de porcs, bestiar boví i aviram.
A la sang de porc principalment s'hi pot trobar paràsits del gènere Trichinella (causant de la Triquinosis), bacteris com Erysipelothrix rhusiopathiae (causant de l'erisipela) o Yersinia enterocolitica i Yersinia pseudotuberculosis (causant de la yersiniosi), també inclús Streptococcus suis (causant de meningitis en humans); i virus com el virus del Nipah (NiV) i el virus de l'hepatitis E (HEV-3 i HEV-4). En el cas de porcs, també s'hi podria trobar de manera menys habitual el virus de la grip porcina (SIV), que no és un patogen zoonòtic que es trobi a la sang, però que durant la manipulació a l'escorxador és comuna la seva transmissió si no es detecta un animal malalt. En el cas de bestiar boví es pot trobar més diversitat de patògens zoonòtics en sang. Els principals bacteris zoonòtics que es poden trobar a la sang són Bacillus anthracis (causant de l'àntrax), Borrelia burgdorferi (causant de la malaltia de Lyme) i diversos bacteris del gènere Brucella (causants de la brucel·losi). En el cas de virus, hi ha diversos que són alhora zoonòtics i de la sang, però la gran majoria són virus exòtics que generalment no es trobarien a bestiar boví a l'escorxador. Tot i així, sí que s'hi podria trobar paràsits com ara diversos del gènere Fasciola (causants de la fasciolosi), ja que encara que a la seva etapa adulta no es troben en sang, sí que a la seva etapa juvenil poden sortir al torrent sanguini. Finalment, en el cas d'aviram s'hi troba la menor diversitat i quantitat de patògens zoonòtics en sang, ja que molts dels patògens zoonòtics a aviram no es troben a la sang o el seu potencial zoonòtic és molt baix. En el cas de bacteris es troba Chlamydia psittaci (causant de la clamidiosi aviar), al igual que en porcs també s'hi troba Erysipelothrix rhusiopathiae (causant de la l'erisipela) i també Mycobacterium avium (causant de la tuberculosis aviar). En aquest últim cas, Mycobacterium avium té poca capacitat zoonòtica, però s'han arribat a donar casos. En virus es ressalta el paper del gènere Avulavirus (família Paramyxoviridae), que causen la malaltia de Newcastle, que a l'igual que la tuberculosis aviar és poc probable que es doni en humans, però s'han trobat casos.

### Control i passos de bioseguretat de la manipulació de sang a la indústria alimentària
La sang d'escorxador s'utilitza per a obtenir diversos productes. Aquests productes són derivats tant de la sang en la seva totalitat, com de la fracció plasmàtica i la fracció cel·lular, o inclús de proteïnes aïllades de la fracció cel·lular o de la fracció plasmàtica. Tant la sang sencera, la fracció plasmàtica i la fracció cel·lular, han de passar per tot un seguit de passos de bioseguretat per reduir o inclús eliminar els microorganismes presents, però amb especial èmfasi a aquells que poden ser perjudicials. Concretament de la fracció cel·lular, l'ús de productes que contenen hemoglobina com ara la sang sencera, eritròcits o la pròpia hemoglobina com a ingredients o additius no ha set gaire popular, sobretot en comparació amb els productes derivats de la fracció plasmàtica. El seu ús inclús es troba restringit a alguns països per raons d'higiene degut a que es creia que la fracció cel·lular tenia una càrrega microbiana més elevada, però això actualment ja s'ha desmentit. A la indústria alimentària el plasma passa per tot un seguit de tècniques que el converteixen a plasma “sec”, procés principalment utilitzat com a control microbiològic, ja que diferents dels passos que es duen a terme s'encarreguen de disminuir la càrrega microbiana.
El procés de manipulació d'aquesta sang utilitza un sistema tancat per evitar la contaminació creuada amb altres teixits o el medi extern. Com a tal no és un pas de bioseguretat, però hi contribueix. Un dels primers passos consisteix en la mescla de la sang de diferents animals degut a que la mescla conté ja de per si anticossos neutralitzants contra patògens habituals. Aquests anticossos es diu que són inherents degut a que alguns animals tindran anticossos contra certs patògens que altres animals no tenien. Els anticossos contribueixen a la reducció del potencial infectiu just a l'inici del procés.
Després de la separació entre plasma i eritròcits, com que aquesta sang es transporta després cap a la indústria que la manipula, es transporta refrigerada a 4°C. Després s'irradia amb llum ultraviolada (o UV-C) amb dispositius capaços de crear un corrent turbulent que permeti irradiar fluids opacs d'alta viscositat. Aquesta exposició a la llum ultraviolada causa als microbis la creació de dímers de timina o dímers de timina amb citosina a l'ADN i dímers de timina i uracil a l'ARN, impedint així la seva reproducció.
Finalment es duu a terme un assecatge per esprai, que implica l'atomització d'una alimentació de líquid (en aquest cas la sang) cap a una corrent d'aire escalfat, la qual cosa causa un assecatge ràpid. Aquest procés consta de quatre etapes d'operació que condicionen la supervivència dels microorganismes. Durant el procés, que es realitza per sobre de 80°C, les partícules es van assecant, i a mesura que això passa la temperatura de la partícula va igualant la temperatura que s'aplica. Temperatures d'assecatge elevades, canvis ràpids en la temperatura i ràpida deshidratació són els fenòmens que contribueixen a la inactivació dels microorganismes. Un cop en format de pols, cada lot és analitzat microbiològicament amb tècniques de detecció i comptatge (entre les quals PCR i sembra en plaques) seguint les regulacions imposades per la comissió de regulació (EC) No 2073/2005 publicada per la Comissió Europea. Com a mesura addicional de seguretat, un cop produït, s'acostuma a emmagatzemar a temperatura ambient per sobre de 20°C durant almenys 14 dies per tal d'inactivar certs patògens resistents a ambients secs. Tots els processos de bioseguretat tenen un sistema de neteja in situ (o cleaning in place en anglès) per garantir la sanitització del circuit.